# Khvostof Island
Khvostof Island of Atanak (Aleoets: Atanax̂) is een eiland behorende tot de Rat Islands van de Aleoeten van Alaska. Het eiland ligt tussen Segula Island en Davidof Island en ten noorden van Hawadax Island. Het eiland is net als de omliggende eilanden Davidof Island, Pyramid Island en Lopy Island een restant van een vulkaan die in het Tertiair als gevolg van een uitbarsting explodeerde.